# Mourad Sakli
Mourad Sakli (arabe : مراد الصقلي), né le 17 novembre 1965 à Tunis, est un universitaire, directeur de festival, compositeur et homme politique tunisien. Il est ministre de la Culture de janvier 2014 à février 2015.

## Biographie

### Formation
En 1983, il sort diplômé de musique arabe du Conservatoire national de musique et de danse de Tunis. En 1984, il obtient un baccalauréat en mathématiques-sciences au lycée d’El Omrane à Tunis. En 1987, il décroche une maîtrise en musique à l'Institut supérieur de musique de Tunis (université de Tunis), en 1989 un DEA en histoire de la musique et musicologie à l'université Paris-Sorbonne (France) et en 1995 un doctorat en histoire de la musique et musicologie dans la même université. Il parle arabe, français, anglais et italien.

### Carrière professionnelle
En 1995, il devient assistant de l'enseignement supérieur en histoire de la musique et musicologie à l’Institut supérieur de musique de Tunis puis maître-assistant en 1998. Entre 2002 et 2009, il est directeur du Centre des musiques arabes et méditerranéennes (Ennejma Ezzahra). À partir de 2009, il est maître de conférences de l'enseignement supérieur en histoire de la musique et musicologie à l’Institut supérieur de musique de Sfax (université de Sfax). Depuis 2013, il est maître de conférences de l'enseignement supérieur en histoire de la musique et musicologie à l'Institut supérieur de musique de Tunis.
Entre mars et juin 2010 puis en 2013, il est directeur du 49e Festival international de Carthage. Il est par ailleurs président de l'association de La Rachidia depuis juillet 2012. Compositeur-concertiste, il a donné plus de 200 concerts à travers le monde, intervient en tant qu'expert dans le domaine du patrimoine immatériel auprès de l'Organisation arabe pour l'éducation, la culture et la science ou de l'Organisation mondiale de la propriété intellectuelle et a été membre de plusieurs jury artistiques et scientifiques.

### Carrière politique
En janvier 2014, il est nommé ministre de la Culture au sein du gouvernement de Mehdi Jomaa, en tant qu'indépendant.

### Distinctions
- Commandeur de l'Ordre de la République tunisienne[4]